# Tom & Mick & Maniacs
Tom & Mick & Maniacs, (ursprungligen Maniacs), var en svensk popgrupp verksam 1965–1968. De är mest kända för sin sångare Tommy Körberg och för hitlåten "Somebody's Taken Maria Away", producerad av Anders ”Henkan” Henriksson.
Gruppen hette ursprungligen Örjans och bestod av brödraparen Örjan Englund och Lasse Englund (gitarrer) samt Leif Gyllander (bas) och Bo Gyllander (trummor). Tommy Körberg började sjunga i bandet vintern 1965-1966; bandet bytte namn till Maniacs. År 1966 kom Maniacs på andra plats i Sveriges Radios popbandstävling. Under namnet Maniacs släppte de tre singlar: "Don't Worry Baby", "Please, Please, Please" och "There'll Never Be Anyone Else But You". Före första singeln "Dont Worry Baby" ersattes Lasse Englund av Ingvald "Irre" Wallström. År 1967 ändrades namnet till "Tom & Mick & Maniacs".
Till singelreleasen "There'll Never Be Anyone Else But You" ersattes Bo Gyllander av Christer Barkman och efter ytterligare ett halvår började sångaren Michael Johansson. Gruppen bytte namn till Tom & Mick & Maniacs och släppte sin mest framgångsrika singel, "Somebody's Taken Maria Away", som låg på första plats på Tio i topp-listan i sex veckor. Örjan Englund ersattes av Gunnar Kullenberg och Bernt Liljegren slutade. Gruppen splittrades 1968.
Liljegren spelade under 1970-talet i Gummibandet/Hep Stars. Örjan Englund har spelat med Humlor & Bin, Moonlighters, Liza Öhman, Doug Sahm, Alf Robertson, Wendel Adkins med flera och han gav åren 1977–1983 ut tre egna soloalbum. År 1983 bildade Örjan skivbolaget Eagle Records och producerade artister som Åsa Jinder, Dana Dragomir, Totte Wallin, Rune Gustafsson, Monica Ramos och många fler. Örjan har skrivit flera hundra låtar till andra artister varav de mest kända är "Innerst i sjelen" till Sissel Kyrkjebø samt "Mister, Dont Talk Bad About My Music" till David Allan Coe.    
1968 bytte Tom o Mick namn, Maniacs föll bort och det blev bara Tom och Mick. Ett nytt band blev till, bestående av Lars Norberg på bas, Stephan Möller på trummor och Johnny Lundin på gitarr. 

## Diskografi

### Album
- Tom & Mick & Maniacs (1967)

CD Tom & Mick Maniacs (2013-Riverside) 8 låtar med Maniacs 16 låtar med Tom & Mick, 2 låtar med Tommy Körberg

### Singlar
- "Don't Worry Baby" (1966)
- "Please, Please, Please" (1966)
- "There'll Never Be Anyone Else But You" (1967)
- "Somebody's Taken Maria Away" (1967)
- "I Who Have Nothing" (1967)